# Эль-Ганайим
Эль-Ганайим (араб. الغنايم‎) — город в центральной части Египта, расположенный на территории мухафазы Асьют.

## Географическое положение
Город находится в юго-западной части мухафазы, в левобережной части долины реки Нил, на границе с Ливийской пустыней, на расстоянии приблизительно 34 километров к юго-юго-востоку (SSE) от Асьюта, административного центра провинции. Абсолютная высота — 48 метров над уровнем моря.

## Демография
По данным переписи 2006 года численность населения Эль-Ганайима составляла 48 144 человек.
Динамика численности населения города по годам:
| 1996   | 2006   |
| ------ | ------ |
| 39 146 | 48 144 |

## Транспорт
Ближайший аэропорт расположен в городе Асьют.